# Louis Jones
Louis Woodard "Lou" Jones (New Rochelle, 15 de janeiro de 1932 – Nova York, 3 de fevereiro de 2006) foi um velocista e campeão olímpico norte-americano.
Especialista nos 400 m, quebrou o recorde mundial da distância ao ganhar a medalha de ouro nos Jogos Pan-americanos de 1955 na Cidade do México em 45.6, onde também foi campeão integrando o revezamento 4x400 m. Pouco antes dos Jogos Olímpicos de Melbourne 1956, ele novamente abaixou sua marca nos 400 m para 45.2 durante as seletivas norte-americanas, tornando-se o favorito para a medalha de ouro olímpica.
Em Melbourne 1956 porém, ele fez uma prova muito abaixo do esperado terminando apenas em quinto lugar. Compensou seu desapontamento dias depois integrando o 4x400 m com Tom Courtney, Charles Jenkins e Jesse Mashburn, que conquistou a medalha de ouro.